# Hermoso Campo
Hermoso Campo est une ville de la province du Chaco, en Argentine, et le chef-lieu du département de Dos de Abril. Elle est située à 233 km à l'ouest de Resistencia, la capitale de la province. Sa population s'élevait à 4 042 habitants en 2001.

## Tourisme
Hermoso Campo est connue sur le plan touristique, car on peut trouver des cratères de météorites à proximité.